# Крыжановский, Тарас Алексеевич
Тара́с Алексе́евич Крыжано́вский (25 декабря 1979, Березники, Пермская область — 2015, Пермь) — российский биатлонист и лыжник. Многократный чемпион и призёр зимних Паралимпийских игр. Заслуженный мастер спорта России по лыжным гонкам среди спортсменов с поражением опорно-двигательного аппарата.
На церемонии закрытия Паралимпийских зимних игр 2006 года нёс флаг России.
В 2014 году принял участие в эстафете Паралимпийского огня на церемонии открытия Паралимпиады на стадионе «Фишт» в Сочи.
26 марта 2015 года в Перми скончался после продолжительной болезни почек.

## Награды
- Медаль ордена «За заслуги перед Отечеством» II степени (2003).
- Заслуженный мастер спорта России (2002).